# Келибия (крепость)
Келибия — крепость в одноимённом городе на побережье вилайета Набуль в северо-восточной части Туниса. Важное военное значение поселения Келибия (в древности носившего имя Аспис (др.-греч. Άσπις), а затем Клупея (лат. Clupea) обусловлено, главным образом, его стратегически выгодным расположением в средиземноморском регионе. Помимо того что эта область была жизненно важным коридором между двумя бассейнами Средиземного моря, это был один из немногих укреплённых участков в Африке, который позволял в случае морского вооруженного конфликта нейтрализовать вооруженные базы противников, расположенные на Сицилии, Мальте и Гибралтаре. Келибия также являлась оплотом всего тунисского полуострова Кап-Бон, поскольку её падение часто вело к сдаче всего полуострова и военных укреплений на побережье Тунисского залива.
Древнее поселение, возникшее у подножия скалистого отрога, на вершине которого возведена крепость, вплоть до XI столетия являлось одним из главных населенных пунктов Туниса. Его упадок, начавшийся вследствие развала тунисского морского флота в эпоху правления берберской династии Зиридов (XI—XII века), был дополнительно ускорен последующими оккупациями норманнами (1083 и 1112 годы). Пытаясь найти убежище от рейдов сицилийского флота, часть жителей поселения основала город в удалении от побережья на 2 километра (современный город Келибия). Два поселения существовали параллельно около века, и только начиная с эпохи династии Хафсидов (XII век) древний город больше не упоминается в исторических источниках, поскольку был окончательно покинут жителями.
Беи Туниса продолжали поддерживать боеготовность крепости благодаря её стратегическому расположению, и она во все времена была главным военным укреплением на тунисском побережье Средиземного моря.

## История основания и развития

### Пуническая крепость (256—146 год до нашей эры)
История древнего города Келибия тесно переплетена с историей его крепости — её местоположение определило место для поселения и его развитие. Крепость, в её современном виде, расположенная на верхушке скалистого отрога (высота 77 метров), является итогом многовековых фортификационных работ. Укрепление идеально расположено для контроля за дорогами и внутренними районами побережья.
Карфагеняне, привлечённые естественной природной защитой бухты для стоянки кораблей, основали укреплённый порт юго-восточнее горного отрога. Это произошло, вероятно, в V веке до нашей эры, и вплоть до XVI века в этом порту был размещён военно-морской флот государства. Вокруг порта на склонах холма возникло поселение Аспис (греч. Άσπις) (что в переводе с греческого означает щит), название которого, весьма вероятно, было дано по форме горного отрога, напоминающей круглый щит. Его расположение в непосредственной близости от побережья современной Италии вскоре вызвало нападения греков, использовавших Сицилию в качестве плацдарма. В 320 году до нашей эры тиран Сиракуз Агафокл захватил Келибию, превратив её в свой форпост для атак на Карфаген и другие внутренние области побережья. Он заложил верфь и форт, который, по всей видимости, располагался на месте современной крепости, поскольку кладка каменных блоков удивительно напоминает греческую архитектуру оборонительных объектов, известную как Циклопическая кладка.
От форта Агафокла в наши дни не осталось ничего, поскольку он был полностью разрушен в 256 году до нашей эры двумя римскими консулами, Регулом и Манлием, в ходе Первой Пунической войны.
Завершение Первой Пунической войны повысило стратегическую значимость Келибии. Непосредственно соседствуя с римскими владениями севернее, Келибия всегда была главной мишенью римского флота.
Чтобы воспрепятствовать дальнейшим высадкам вражеских сил с кораблей карфагеняне опять возвели на горном отроге укрепление — на этот раз огромную крепость, следы которой видны у подножия существующей сейчас цитадели. Помимо защиты самого города и путей подхода к Карфагену, крепость также позволяла контролировать плодородную равнину мыса Кап-Бон, одного из аграрных запасников государства. В действительности, благосостояние Келибии и её близость к внешнему миру, сделали её объектом постоянных атак греческих пиратов. Этому способствовало то обстоятельство, что близлежащий островок Зембра — в древности носивший имя Эгимур (лат. Aegimurus), был пристанищем пиратов того времени. Поэтому новая крепость также служила базой для карфагенских морских сил поддержания порядка, отвечавших за безопасность портов, торговых путей и местного населения.
В ходе Второй Пунической войны (218—202 года до нашей эры) крепость успешно отражала атаки римлян, возглавляемых Левином. Превосходное качество укреплений вынудило римского военачальника вступить в сражение с флотом пунийцев у побережья Кап-Бон. Во время Третьей Пунической войны римляне блокировали Келибию с моря и суши (148 год до нашей эры). Несмотря на падение других укреплений карфагенян, Келибия, благодаря своей крепости, сопротивлялась в течение двух лет и капитулировала только в 146 году до нашей эры, в год падения Карфагена. Принадлежность Келибии (тогда Асписа) пуническому государству обошлась ей очень дорого — город полностью разграбили, разрушили и сожгли, его окрестности опустошили, а крепость снова срыли.
Несмотря на разрушение крепости в 146 году до нашей эры, в ходе современных раскопок удалось обнаружить несколько уцелевших участков стен (особенно в северо-западном секторе), а также фундамент башни (шириной 17,5 метров) что позволило воссоздать компоновку пунической крепости. По всей видимости, она имела форму пятиугольника, хорошо вписанного в ландшафт местности, и шесть четырёхугольных башен примыкали к стенам. Каменная кладка стены между бастионами и найденные фрагменты чернолощеной керамики датируются III веком до нашей эры.

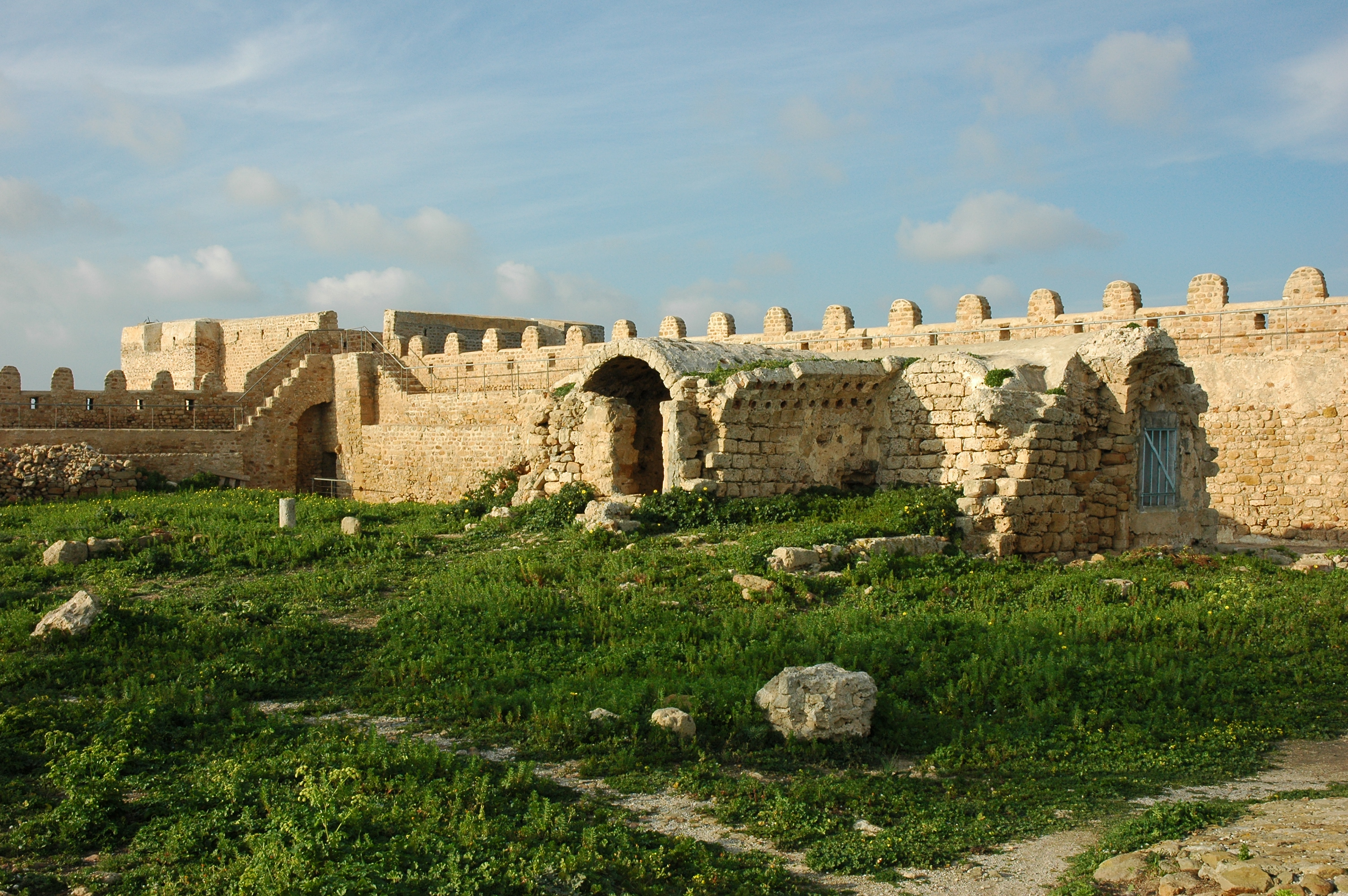
Следы византийской цитадели

### Византийская цитадель (VI—XI век)
Наставшее после римских завоеваний (146 год до нашей эры) политическое единообразие побережья средиземноморского региона понизило значимость крупного пунического военного укрепления. Поэтому, несмотря на существенное развитие города Аспис (в эту эпоху получившего новое имя Клупея (лат. Clupea), тоже от слова щит) во II и III веках нашей эры, его крепость поначалу не была отстроена заново. Византийцы, построившие большое число укреплений внутри страны, не проявляли интереса к крепости в Келибии.
Тем не менее, примерно в 580 году, византийцы возвели небольшой форт, остатки арки которого видны в наши дни внутри мусульманской крепости. Это было четырёхугольное по форме сооружение с примыкающими квадратными башнями, возведённое из тёсаных каменных блоков, взятых из развалин прежней пунической цитадели. Оно также служило защитой для древнего резервуара, в который собиралась дождевая вода.

### Рибат Аглабидов (IX век)
Крепость Келибии оставалась последним убежищем армии византийцев после их поражения в Карфагене в 698 году от арабов. Отсюда византийцы отплыли на близлежащий остров Пантеллерия, который в 847 году, в свою очередь, также попал в руки арабов Ифрикии. С этого времени восстановилась былая стратегическая значимость Келибии, поскольку закрепление мусульман на южном побережье положило конец политическому единообразию Средиземноморья.
Прежнее укрепление византийцев превратилось в центр рибата, где жили аскеты, отвечавшие за контроль прибрежной линии. Их миссия также заключалась в религиозном наставлении молодых добровольцев, записавшихся в мусульманские экспедиционные войска, задачей которых было окончательное покорение Сицилии (827 год) и прочих островов Средиземного моря, ставших излюбленной целью походов военного флота династии Аглабидов, базировавшегося в городах Тунис, Гадрумет (сейчас, Сус), Келибия и Сиди-Дауд. В мирное время эта монашеская «береговая охрана» занималась земледелием, рыбной ловлей и мистицизмом. Рибат также служил временным приютом для странников, почтовым пунктом, а также местом выкупа пленников мусульман.

### Цитадель Зиридов (974—1160 год)
Благодаря своей судостроительной верфи Келибия в X веке стала важной базой военно-морских сил, откуда начинались военные походы против южной Италии. Однако, перемещение халифов династии Фатимидов в Каир, привело к развалу тунисского военного флота при Зиридах, а Келибия превратилась, как это уже случалось в пунической древности, в мишень для набегов флота норманнов, обосновавшихся в Сицилии в конце XI столетия. В годы правления амира Зиридов по имени Тамим Абу Йахья ибн аль-Муизз (1068—1108), норманны захватили город и превратили его в свой плацдарм для нападений на северные области Туниса.
Его сын, Йахья Абу Тахир ибн Тамим, смог отвоевать город обратно (примерно в 1112 году) только в результате длительной и кровавой войны, в результате которой была разрушена крепость византийцев/аглабидов. Сразу после захвата города Йахья начал строительство огромной цитадели, располагавшейся по всей поверхности скалистого отрога, чтобы защититься от возвращения норманнов. Облик и планировка крепости, которую мы видим в наши дни, датируется именно этим периодом, также как и защищенный проход с запада, связывавший цитадель с поселением у подножия холма. Этот проход (длиной 200 метров и шириной 4 метра) имел замаскированный вход в цитадель и позволял перемещать войска между цитаделью и городом.

### Рибат Хафсидов (XIII—XVI века)
Во времена правления династии Хафсидов впечатляющая цитадель эпохи Зиридов стала влиятельным центром мистического течения в исламе. В мирное время суфиты, бывшие добровольцами в религиозных войнах, проводили свои мистические собрания возле рёберной скалы. Однако никаких строительных работ здесь не велось вплоть до появления султана Абу Фареса (XV век), который стремился в первую очередь восстановить древние укрепления периода Зиридов, а также соорудил в крепости голубятню.

### Турецкая цитадель (XVI—XIX века)
На протяжении XVI столетия Келибия, как и все другие укрепления на тунисском побережье, была свидетелем множества сражений между турками-османами и испанскими войсками. В начале XVIII века дей Туниса Оста Мурад (1637—1640) выполнил работы по усилению защиты крепости и увеличил её гарнизон чтобы надёжнее защищать порт, который к тому же имел свою флотилию небольших судов. Эти работы вызвали ответные действия христиан, в частности артиллерийский обстрел крепости французским флотом в 1669 и в 1671 годах. Однако, когда эти действия пошли на спад, в XVIII веке беи Туниса перестали уделять внимание крепости. По воспоминаниям французского путешественника Виктора Герена, посетившего Келибию в 1860 году, крепость была «заполнена каменными обломками, заросла инжиром и колючими кустами ежевики. Некоторые части крепости пришли в упадок и росло количество трещин». Восстановительные работы, предпринятые по инициативе состоятельного жителя Келибии Сулеймана бен Мустафы, в середине XIX века коснулись только укрепления стены восточной части крепости.
Начиная с 1881 года французы уделяли большое внимание крепости Келибия, где они установили маяк и центр морской системы передачи сигналов бедствия. Опять же вследствие своего стратегического положения, крепость была захвачена немецкими и итальянскими войсками в 1942—1943 годах во время Второй мировой войны. У подножия скалистого отрога они вырыли траншеи, некоторые из которых всё ещё можно видеть и в наши дни.

## Крепость Келибия в наши дни
В наше время крепость представляет собой многоугольное сооружение, гармонично вписанное в характер местности, покрывающее площадь 1,5 гектаров. Крепость является самым крупным из уцелевших мусульманских укреплений в Тунисе.

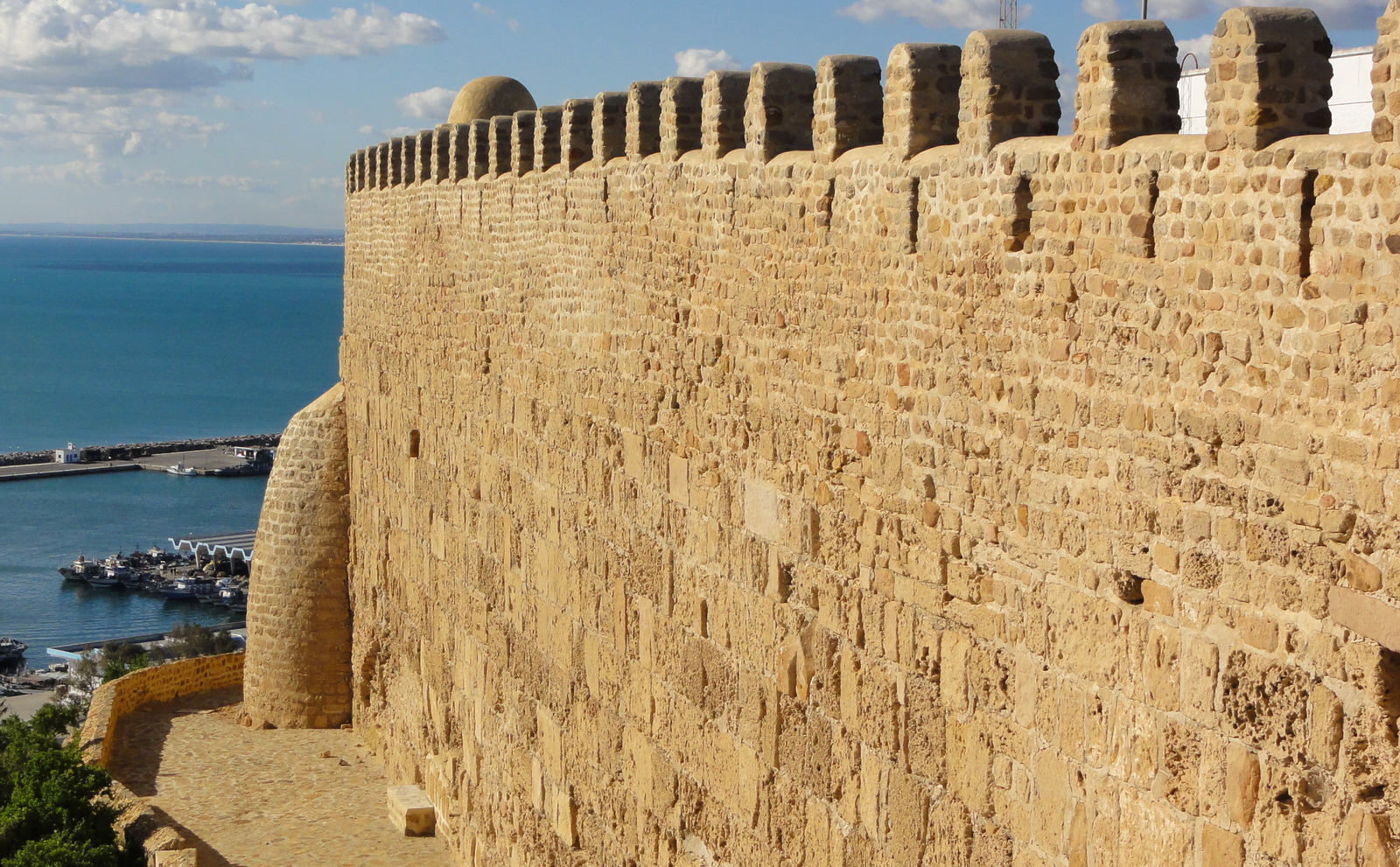
Кладка крепостной стены Келибии

Крепостная стена возведена большей частью из крупных обтёсанных камней у своего основания, а верхняя часть стен выполнена кладкой из природного камня. Первый уровень примерно соответствует цитадели эпохи Зиридов, сооруженной преимущественно из остатков пунической крепости; верхний уровень, а также существующая форма крыльев соответствует периоду восстановления в османскую эпоху.
Входом в крепость является небольшая дверь в фасадной стене XIX века. Она открывает доступ во внешнюю террасу под открытым воздухом, идущую вдоль северо-восточной стены крепости. Главный вход, перестроенный в эпоху турок, ведёт в крытый тамбур, стены которого имеют выдолбленные ниши. Огороженный стенами внутренний двор имеет несколько самостоятельных сооружений: византийскую крепость, римский резервуар для воды и мечеть, следы которой сровняли с землёй в недавнее время.
Крепостная стена, имеющая высоту с внешней стороны от 10 до 12 метров, была сооружена из каменных обломков, сложенных с использованием строительной смеси, уложенных между двумя блоками тёсаного камня вплоть до линии кордона, соответствующей средневековому уровню. Стена была существенно реконструирована при турках.
Основания всех башен, за исключением северо-восточной контрогарды, датируются эпохой Зиридов и впоследствии, в османскую эпоху, они подверглись полной модернизации. Они все полые и имеют ширину в среднем 12 метров. Эти бастионы, содержащие по два караульных помещения, были скорее малыми фортами, задуманные не только для окаймления крепостной стены, но также и как автономные укрепления, которые способны оказывать сопротивление врагу даже после падения других частей крепости.